# Áron Bulharský
Áron Bulharský (bulharsky Арон, zemřel 14. června 976) byl bulharský šlechtic v desátém století našeho letopočtu, jeden z komitopulů, čtyř bratrů, kteří společně vládli Bulharské říši a bojovali s Byzantskou říší.
Byl třetím synem Nikoly, významného šlechtice z dvora bulharského cara Petra I. a správce západní část země. Měl tři bratry Davida, Mojžíše a Samuela. Když v roce 969 car Petr I. zemřel a jeho synové Boris a Roman byli tou dobou v zajetí u byzantského císaře Jana Tzimiska v Cařihradě, rozdělili si tito čtyři bratři správu nad svobodným zbytkem Bulharska a jako společní vládci jsou známi pod jménem komitopulové.
David a Mojžíš ovšem postupně v bojích zahynuli a Áron začal vyjednávat s byzantským císařem Basileem o oboustranně výhodném míru a spojenectví, díky kterému by se mohl zmocnit vlády nad celým Bulharskem. Samuel se o této zradě dozvěděl a nechal Árona i s jeho rodinou dne 14. června 976 zabít poblíž dnešní Dupnice. Přežil pouze jeho syn Ivan Vladislav, který se později stal bulharským carem.